# مارثا تشن
مارثا تشن (بالإنجليزية: Martha Chen) هي أكاديمية أمريكية، ولدت في 9 فبراير 1944 في الهند.

## وصلات خارجية
- الموقع الرسمي